# Maths O. Sundqvist
Maths-Olov Sundqvist, född 23 oktober 1950 i Kaxås, Offerdals församling, död 23 september 2012 i Häggenås församling, var en svensk entreprenör och finansman.

## Biografi

### Bakgrund
Efter genomgången grundskola i Änge tog han värvning och blev furir på A4 i Östersund. Åren 1971–1973 gick han John Ericsson-skolan i Östersund och tog gymnasieekonomexamen. I samband med att hans far Olle Sundqvist insjuknade återvände han hem, han var då i tjugoårsåldern och tog över familjens bussbolag, Olle Sundqvist Omnibus AB, vars verksamhet han successivt utökade genom att köpa fler bussar och genom att köpa upp andra bussbolag. 1980 sålde han företaget till Östersunds kommun för 8,7 miljoner kronor, och detta blev grundplåten till hans affärsmässiga expansion.

### Verksamhet
Sundqvists affärsintressen bestod i fastigheter (skog, såväl som bostäder och kommersiella), börsnoterade aktier och aktier i rörelsedrivande företag där han aktivt påverkade utvecklingen.  
Han köpte trävaruföretaget RP-invest (föregångaren till dagens Jämtlamell), därefter köpte Sundqvist kvarteret runt Sandström & Ljungqvist i Östersund. År 1987 köpte han Högfors slott. År 1992 gick han in med pengar i Länstidningen Östersund, vars ägare A-pressen gick i konkurs, han blev sedan majoritetsägare i tidningen år 2002. 2006 sålde han i princip hela innehavet till Mittmedia som även äger före detta konkurrenten Östersunds-Posten.
Sundqvist samlade sina affärsintressen i bolaget Skrindan AB, som bildades i maj 1962 och dess pensionsstiftelse Släden. En betydande del av aktieaffärerna gjordes via dotterbolaget Skrindan Depå AB som bildades 1990.
Den börsnoterade aktieportföljen i Skrindan var som mest värd cirka 12 miljarder och fastighetsinnehaven mellan 7,5-8 miljarder kronor. Samtidigt uppgick skulderna till mellan 7 och 8 miljarder kronor. Bland de större aktieposterna fanns 12 miljoner, röststarka A aktier i investmentbolaget Industrivärden. Dessa gav Sundqvist 4 % av rösterna i bolaget. Skrindan hade också stora aktieinnehav i Hexagon, SCA och Fabege. En stor del av fastigheterna ägdes av dotterbolaget Norrvidden AB och Fabös AB (Fastighetsaktiebolaget Östersund Storsjön). De första aktierna i Norrvidden köptes 2005. Släden är bland annat en av de större aktieägarna i Avanza Bank. Slädens aktieinnehav i Avanza var i augusti 2011 värt cirka 57 miljoner kronor.
Sundqvist drabbades under finanskrisen 2008 av ekonomiska problem till följd av vikande aktiekurser och tvingades sälja av stora aktieposter för att amortera lån. Carnegies lån till Sundqvist på en miljard kronor var en bidragande anledning till att banken förlorade sitt banktillstånd och därefter övertogs av Riksgälden. Han tvingades i mars 2009 skriva under en överenskommelse som gjorde att han förlorade ägandet i Skrindan. I stället övertog företaget Valot ägt av Carnegie aktierna i Skrindan. Avtalet mellan Sundqvist och Carnegie har varit livligt diskuterat. I självbiografin Mina tre liv utgiven av Dan Olofsson som utkom hösten 2012 beskrev Olofsson det som han ansåg vara en rättsskandal och ett finansiellt justitiemord som svenska staten skall ha begått på Maths O. Sundqvist. Olofsson riktade hård kritik främst mot den dåvarande finansmarknadsministern Peter Norman tillsammans med riksgäldsdirektören Bo Lundgren.
I utbyte mot att Sundqvist förlorade Skrindan fick han behålla ett antal skogsfastigheter och bolag. Bland dessa kan nämnas Eastridge AB som sysslar med trav och äger travhästar samt flygbolaget Jämtlands Aero AB. Fastigheten Henvålen i Härjedalen med ett taxeringsvärde på 11 miljoner fick Sundqvist också, och utvecklade den 2008–2012 till en jakt- och konferensanläggning i samarbete med bland annat SCA. Därtill kom en större fastighet på 1 204 hektar bredvid Rödkullen i Åre, samt Högfors slott med dess 2 299 hektar mark, mestadels skog. Dessutom fick Sundqvists barn rätt till en del av överskottet vid avvecklingen av Skrindan AB.

### Död

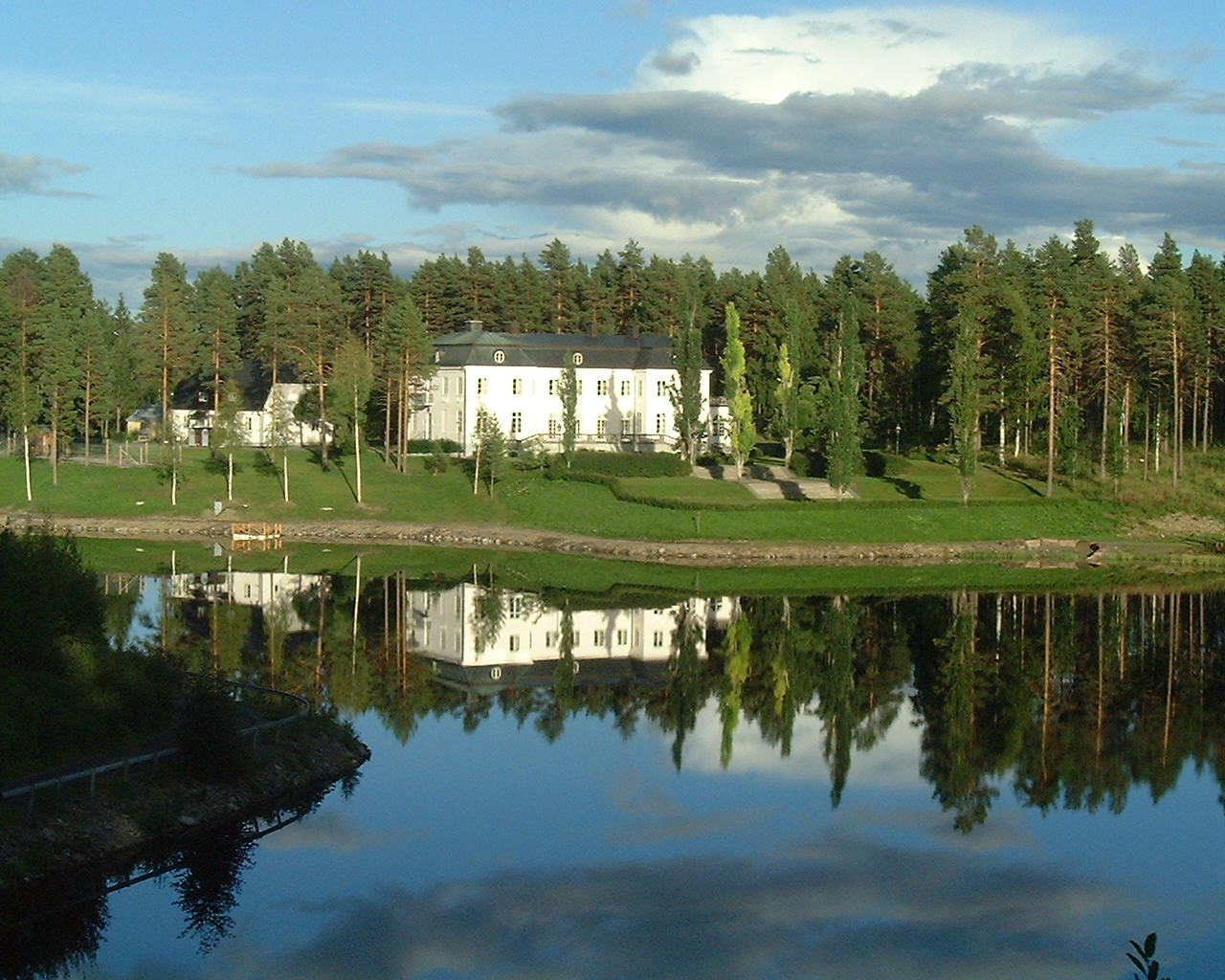
Maths O. Sundqvist ägde Högfors slott utanför Häggenås i Jämtland.

Sundqvist omkom den 23 september 2012 i en olycka med en fyrhjuling i närheten av sin fritidsfastighet Högfors slott i Häggenås.

### Övrigt
Sundqvist var kusin till ekonomen och tidigare börskommentatorn Sven-Ivan Sundqvist, som genom bolaget SIS Ägarservice under åren 1985–2009 gav ut en sammanställning över de största aktieägarna i Sverige. Under en period utgjorde Maths O. Sundqvist en egen sfär i denna sammanställning. Omfattningen av Sundqvists verksamhet gjorde att han bland annat i en bok av Jens Ganman 2009 kallades för Kungen av Jämtland.